# 1972
1972 (MCMLXXII) byl přestupný rok, který dle gregoriánského kalendáře započal sobotou 1. ledna a skončil v neděli 31. prosince.

## Události
Automatický abecedně řazený seznam viz Kategorie:Události roku 1972
Československo
- Mezi toky řek Úpa a Metuje jižně od České Skalice v okrese Náchod ve Východočeském kraji byla dokončena a napuštěna vodní nádrž Rozkoš, která je pro svoji rozlohu přes 10 km² nazývána také jako „Východočeské moře“. Příprava stavby byla zahájena již v roce 1951, avšak po roce byla ukončena a opětovně se rozjela až v roce 1964. Je napájena přivaděčem vody z řeky Úpy pod Babiččiným údolím a duplicitním přivaděčem z Metuje, odtok je zajištěn prostřednictvím Rozkošského potoka do řeky Metuje v prostoru obce Velká Jesenice. Celkové náklady na výstavbu dosáhly bezmála 100 mil. Kčs.[1]
- 1. ledna – Bylo výrazně rozšířeno území hlavního města Slovenské socialistické republiky Bratislavy. Ze Západoslovenského kraje, okr. Bratislava-vidiek byly připojeny Podunajské Biskupice, Vrakuňa, Devín, Devínska Nová Ves, Záhorská Bystrica, Čunovo, Jarovce a Rusovce. Bratislava tak dosáhla dnešního územního rozsahu.
- 27. ledna – V letadle Jugoslávských aerolinií (let JAT 367) na lince Stockholm – Bělehrad explodovala po 16. hodině nálož a stroj se zřítil do prostoru obce Srbská Kamenice v okrese Děčín. Na místě zahynulo 27 cestujících a členů posádky. Neštěstí přežila letuška Vesna Vulovićová, která se stala jedinou osobou na světě přeživší pád z výšky přes 10 km. K umístění nálože se přihlásila chorvatská organizace národního odporu Ustaša.
- 7.–22. dubna – V Praze se konalo Mistrovství světa v ledním hokeji, na němž mužstvo Československa získalo zlatou medaili.
- 18. dubna – Únosci Karel Doležal a Antonín Lerch se zmocnili letadla Slovair na lince Praha – Mariánské Lázně a pod pohrůžkou zastřelení a odpálení výbušniny donutili piloty letadla změnit směr letu do Norimberka. Během únosu postřelil Karel Doležal prvního z pilotů. Po přistání v Norimberku se cestující i členové posádky vrátili zpět do Československa, únosci byli v Německu odsouzeni k 7 letům odnětí svobody a později získali v NSR politický azyl.
- 3. května – V Otrokovicích na Zlínsku byla při příležitosti výročí osvobození města Rudou armádou otevřena nová pneumatikárna n. p. Rudý říjen. Závod, který vznikl na ploše 13 ha, měl mít dostatečnou kapacitu pro zásobování Československa kvalitními, tehdy nedostatkovými pneumatikami. Slavnostního otevření se při příležitosti své návštěvy Jihomoravského kraje zúčastnil také generální tajemník ÚV KSČ Gustáv Husák.[2]
- 31. května – 1. června – Na zámku na Dobříši byl ustaven prorežimně orientovaný Svaz českých spisovatelů. Do jeho čela byl jmenován Jan Kozák.
- 8. června – Skupina 10 lidí ve snaze emigrovat do západního Německa unesla letadlo na lince Mariánské Lázně – Praha. Při únosu jeden z pachatelů zastřelil kapitána letadla Ján Mičicu. Skupina si poté hrubým násilím na druhém pilotovi vynutila přistání ve Weidenu.[3] Mimořádná brutalita činu vyvolala opovržení i v západních zemích.[4] Německé úřady všechny účastníky zatkly, hlavní organizátor a vrah Lubomír Adamica se 14. ledna 1973 oběsil ve vazbě,[5] ostatní byli v prosinci 1973 německým soudem odsouzeni k 5–12 letům vězení.[6]
- červenec – srpen – Probíhaly soudní procesy se 47 představiteli domácí opozice, kteří byli dohromady odsouzeni k 118 letům odnětí svobody.
- 26. srpna – V Bratislavě byl při příležitosti blížícího se výročí SNP uveden do provozu Most Slovenského národního povstání, který se stal významnou dominantou města. Otevření se zúčastnil také generální tajemník ÚV KSČ, bratislavský rodák, Gustáv Husák spolu s nejvyššími představiteli Komunistické strany Slovenska. Součástí architektonicky hodnotného mostu je vyhlídková kavárna umístěná na vrcholu pylonu mostu ve výšce 85 m nad úrovní vozovky. Po mostě je vedena významná čtyřproudová silniční komunikace spojující centrum Bratislavy s největším sídlištěm v Petržalce.
- 12.–16. září – Na území ČSSR proběhlo vojenské cvičení armád států Varšavské smlouvy pod názvem Štít 72.
- 27.–30. září – Na 1. sjezdu SSM v Praze byl kladen zvýšený důraz na aktivní zapojení mládeže do pomoci národnímu hospodářství.
- 5. října – V New Yorku se uskutečnilo první kolo jednání o československo – amerických vztazích, které vedli ministři zahraničí ČSSR a USA – Bohuslav Chňoupek a William P. Rogers.
- 16. října – Po 36 letech byl ukončen provoz nejstarší trolejbusové sítě Československa v Praze. Důvodem bylo naplňování nové koncepce pražské MHD, která počítala s páteřním systémem metra doplněným zejména autobusovou dopravou. Argumentem pro zrušení byla také zastaralost sítě a tehdy ještě levná sovětská nafta, která ekonomicky zvýhodňovala autobusovou doprava. Poslední trolejbus dojezdil na lince 51 od Strahovského stadionu přes Karlovo náměstí na Orionku.
- 24. října – V Jaslovských Bohunicích, okr. Trnava na západním Slovensku byla zprovozněna první jaderná elektrárna v ČSSR. Jednalo se o experimentální reaktor označovaný A1 vyrobený ve spolupráci ČSSR a SSSR. Palivem reaktoru byl kovový uran, moderátorem štěpné reakce těžká voda a chladicím médiem oxid uhličitý. Budování jaderné elektrárny trvalo více než 14 let – od srpna 1958.
- 13.–14. prosince – Federální shromáždění přijalo zákon o zvýšení přídavků na děti a zavedení novomanželských půjček. Zároveň došlo k razantnímu nárůstu bytové výstavby. V následujících letech byla zaznamenána rekordní porodnost, vrcholu dosáhla v roce 1974, kdy se na území České socialistické republiky narodilo přes 195 tisíc dětí.

Svět
- 1. ledna – Kurt Waldheim se stal generálním tajemníkem OSN.
- 4. ledna – Za 395 dolarů se začala prodávat první vědecká kalkulačka HP-35 značky Hewlett-Packard.
- 7. ledna – Při havárii letadla společnosti Iberian Airlines na ostrově Ibiza zahynulo 104 cestujících.
- 9. ledna – V Hongkongu zničil požár loď RMS Queen Elizabeth.
- 13. ledna – Při vojenském převratu v Ghaně byl svržen premiér Kofi Abrefa Busia.
- 14. ledna – V Dánsku nastoupila na trůn královna Markéta II.
- 20. ledna – Pákistánský prezident Zulfikár Alí Bhutto oznámil začátek budování jaderného programu.
- 25. ledna – První Afroameričanka Shirley Chisholm ohlásila kandidaturu na prezidentku USA.
- 30. ledna – Pákistán vystoupil z Commonwealthu. (Znovu vstoupil v roce 1989.)
- 31. ledna – Na nepálský trůn nastoupil král Biréndra.
- 3. února – Začaly zimní olympijské hry v Sapporu, poprvé v Asii.
- 5. února – Americké letecké společnosti zahájily povinné kontroly cestujících i zavazadel.
- 15. února – V Ekvádoru byl sesazen prezident José María Velasco Ibarra.
- 17. února – Počet vyrobených modelů Volkswagen Brouk dosáhl 15 007 034, tedy více, než Ford model T.
- 18. února – V Kalifornii byl zrušen trest smrti.
- 21. února
  - Sovětská bezpilotní meziplanetární sonda Luna 20 přistála na Měsíci.
  - Prezident USA Richard Nixon zahájil osmidenní návštěvu Číny, při které se setkal s Mao Ce-tungem.
- 22. února – Dopravní letadlo Lufthansy bylo uneseno a zadržováno v Adenu. Za pasažéry je zaplaceno výkupné 16 000 000 marek.
- 23. února – Levicová aktivistka Angela Davisová byla propuštěna z vězení.
- 26. února – Sonda Luna 20 přistála na zemi a přivezla 55 g měsíční půdy.
- 1. března – Římský klub vydal zprávu Meze růstu.
- 2. března
  - Pioneer 10 odstartoval k Jupiteru.
  - Jean-Bédel Bokassa se stal prezidentem Středoafrické republiky.
- 26. března – Pod lavinou na hoře Fudži zahynulo 19 horolezců.
- 10. dubna – V íránské provincii Fárs zahynulo okolo 5 000 lidí při zemětřesení o síle 7 stupňů Richterovy stupnice.
- 16. dubna – Odstartovala loď Apollo 16.
- 5. května – Při havárii letadla společnosti Alitalia zahynulo u Palerma 115 lidí.
- 7. května – Parlamentní volby v Itálii.
- 13. května – Při požáru nočního klubu v Osace zahynulo 115 lidí.
- 15. května – Okinawa se po 27 letech okupace USA vrátila Japonsku.
- 22. května – Podle nové ústavy se Cejlon přejmenoval na Srí Lanku.
- 26. května
  - Richard Nixon s Leonidem Iljičem Brežněvem v Moskvě podepsali Smlouvu o antibalistických raketách.
  - V Novém Jižním Walesu byl založen národní park Willandra.
- 1. června
  - V Iráku byl znárodněn ropný průmysl.
  - Nabyla platnost SALT I.
- 15. června – 200 km západně od Galapág se po útoku kosatek dravých potopila jachta Lucette.
- 17. června – Počátek aféry Watergate – 5 mužů bylo zatčeno v sídle Demokratické strany ve Washingtonu.
- 18. června – Při nehodě letadla Hawker Siddeley Trident v Londýně zemřelo 118 lidí.
- 26. června – Kuba se stala členem RVHP.
- 18. července – Anvar as-Sádát odeslal 20 000 sovětských poradců z Egypta.
- 21. července – Krvavý pátek – Irská republikánská armáda nechala v Belfastu explodovat 22 bomb a zabila 9 lidí a 130 zranila.
- 22. července – Veněra 8 přistála na Venuši.
- 23. července – USA vypustily družici Landsat 1, která byla určena k podrobnému snímkování Země.
- 12. srpna – Poslední vojenské jednotky USA byly staženy z Vietnamu.
- 14. srpna – Při havárii dopravního letadla Iljušin v Berlíně zemřelo 156 cestujících.
- 16. srpna – V Maroku proběhl pokus o státní převrat.
- 26. srpna – V Mnichově Začaly letní olympijské hry.
- 5. září – Mnichovský masakr – Arabskou teroristickou skupinou Černé září bylo v Mnichově zastřeleno 11 izraelských sportovců.
- 14. září – Západní Německo a Polsko obnovili diplomatické vztahy.
- 18. září – Bylo dáno do provozu metro v Sao Paulu.
- 26. září – V Norsku 56 % občanů odmítlo v referendu vstup do Evropského hospodářského společenství.
- 30. září – Ve Švédsku byl otevřen 6 km dlouhý most Ölandsbron na ostrov Öland.
- 2. října – Dánsko s Grónskem se bez Faerských ostrovů stalo členem Evropského hospodářského společenství.
- 13. října
  - Při nehodě letadla Iljušin II-62 zemřelo v Moskvě 176 cestujících.
  - Let Fuerza Aérea Uruguaya 571 – Uruguayské letadlo se zřítilo v Andách a 16 cestujících přežívalo 72 dnů při čekání na pomoc. Kvůli přežití se uchýlili ke kanibalismu.
- 16. října – Demokratický kongresman Hale Boggs se s letadlem ztratil nad Aljaškou a přes důkladné pátrání nebyl nikdy nalezen.
- 17. října – Královna Alžběta II. navštívila Jugoslávii.
- 25. října – Do FBI byly jako agenti poprvé přijímány ženy.
- 28. října – Poprvé vzlétl Airbus A300.
- 29. října – Teroristická skupina Černé září unesla Boeing 727 společnosti Lufthansa a požadovala propuštění tří teroristů, kteří se podíleli na Mnichovském masakru.
- 7. listopadu – V amerických prezidentských volbách Richard Nixon porazil demokratického kandidáta George McGoverna. K volbám přišlo 55% voličů – nejméně od roku 1948.
- 28. listopadu – Ve Francii byl naposled vykonán trest smrti.
- 3. prosince – Při nehodě letadla na ostrově Tenerife zemřelo 165 cestujících.
- 5. prosince – Australským premiérem se stal Gough Whitlam a jako první krok ve funkci nařídil stáhnout všechny australské pracovníky z vietnamské války.
- 14. prosince
  - Apollo 17 – Eugene Cernan jako poslední člověk ve 20. století vstoupil na povrch Měsíce.
  - Willy Brandt je podruhé zvolen německým kancléřem.
- 16. prosince – Portugalská armáda zabila 400 domorodců v mosambickém Tete.
- 19. prosince – Apollo 17 přistálo na Zemi.
- 23. prosince – Při zemětřesení v nikaragujské Managui zemřelo 5 000–12 000 lidí.
- 24. prosince – Švédský premiér Olof Palme přirovnal bombardování severní Vietnamu k nacistickým masakrům. USA přerušili diplomatické styky se Švédskem.

- Založena společnost SAP.
- Zákaz DDT v USA.
- V Sierra Leone nalezen diamant Hvězda Sierry Leone.
- V Maastrichtu bylo uvedeno do provozu první mezinárodní středisko řízení horního letového provozu (UAC, Upper Area Control Centre).
- Mezinárodní rok knihy (International year of the book).
- Zahájen vývoj ICBM LGM-118 Peacekeeper.

## Vědy a umění
- 10. srpna – Nad Spojenými státy a Kanadou proletěl Velký denní bolid. Šlo o první vědecké pozorování tečného meteoroidu.
- 7.–19. prosince – Poslední let programu Apollo, Apollo 17 úspěšně přistává na Měsíci a vrací se zpět na Zemi.
- ARPANET rozšířena na cca 20 směrovačů a 50 počítačů, použit protokol NCP (Network Control Protocol). Zahájení používání elektronické pošty, zaveden zavináč.
- Publikována studie Meze růstu.

## Nobelova cena
- Nobelova cena za fyziku – John Bardeen, Leon Cooper, John Robert Schrieffer
- Nobelova cena za chemii – Christian B. Anfinsen, Stanford Moore, William Howard Stein
- Nobelova cena za fyziologii a lékařství – Gerald Edelman, Rodney Robert Porter
- Nobelova cena za literaturu – Heinrich Böll
- Nobelova cena za mír – (Cena neudělena, finanční část vložena do zvláštního fondu Nobelovy ceny míru.)
- Nobelova pamětní cena za ekonomii – Kenneth Arrow, John Hicks

## Narození

### Česko

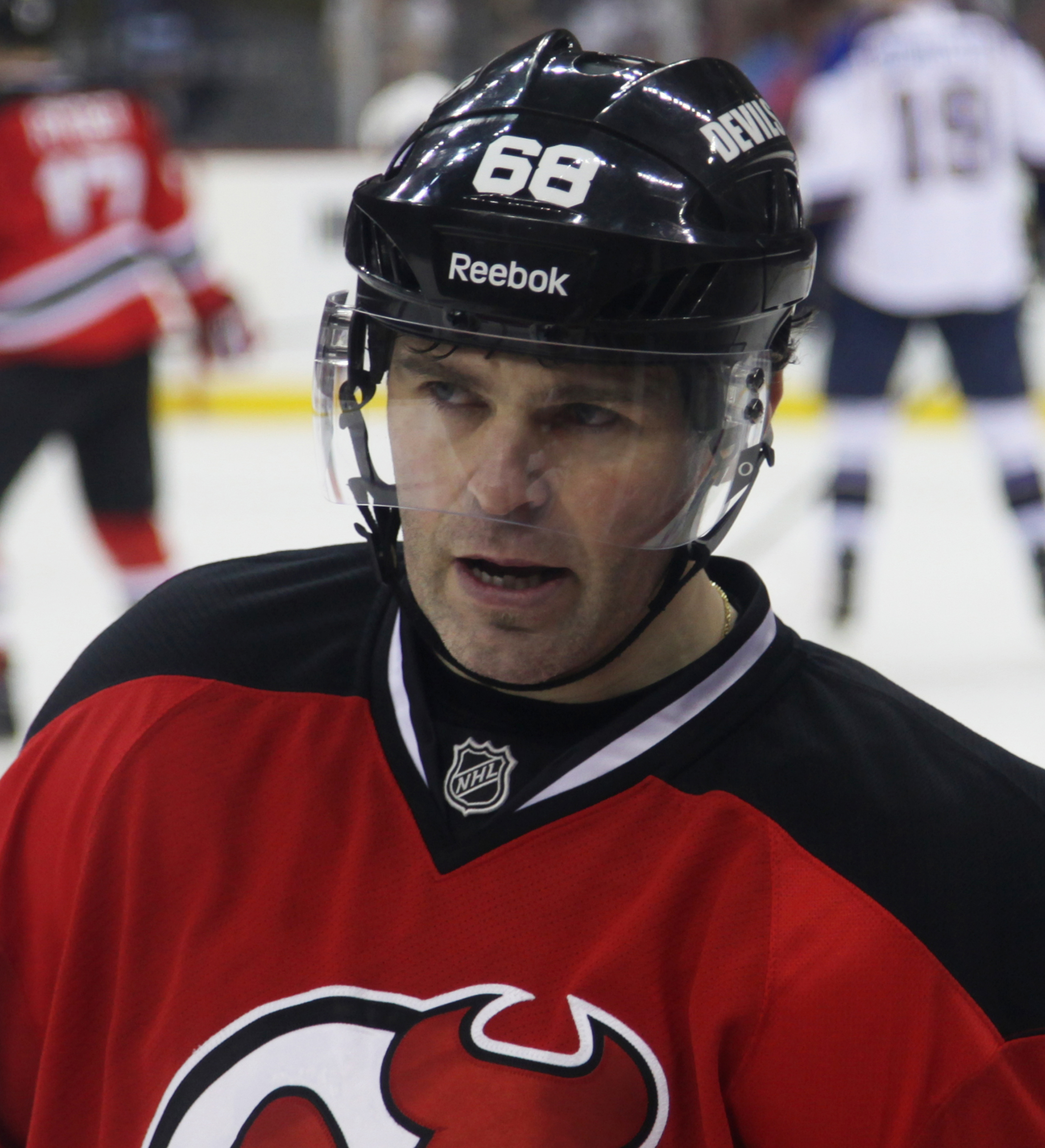
Jaromír Jágr (* 15. února)

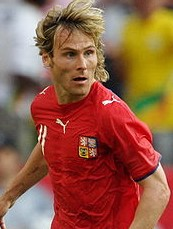
Pavel Nedvěd (* 30. srpna)

- 12. ledna – Radim Jančura, podnikatel, majitel firmy Student Agency
- 25. ledna – Dalibor Balšínek, novinář
- 29. ledna – Pavel Liška, herec
- 9. února – Jan Hrubeš, novinář
- 15. února
  - Jaromír Jágr, lední hokejista
  - Jan Macháček, ragbista
- 18. února – Vendula Pizingerová, prezidentka nadace Kapka naděje, manželka hudebního skladatele Karla Svobody
- 18. února – Pavlína Němcová, modelka, herečka a producentka
- 24. února – Jakub Šimůnek, kameraman
- 14. březen – Jan Dědek, moderátor
- 15. března – Jan Holna, architekt
- 17. března – Markéta Hrubešová, herečka
- 18. března – David Macháček, architekt
- 30. března – Karel Poborský, fotbalista
- 31. března – Žaneta Fuchsová, dětská herečka
- 6. dubna – David Švehlík, herec
- 8. dubna – Sabina Laurinová, herečka
- 14. dubna – Roman Vojtek, herec
- 21. dubna – Stano Šimor, skladatel a hudební producent
- 27. dubna – Lenka Vlasáková, herečka
- 11. května
  - Tomáš Dvořák, atlet, vícebojař
  - Jiří Vejdělek, režisér
- 18. května – Sabina Remundová, herečka
- 24. května – Viktor Ujčík, lední hokejista
- 31. května – Radek Diestler, hudební publicista
- 8. června – Jaroslav Rudiš, spisovatel
- 25. června – David Křížek, jachtař
- 4. července – Tomio Okamura, podnikatel a politik
- 15. července – Benjamin Tuček, scenárista, filmový režisér a spisovatel
- 26. července – Saša Rašilov mladší, herec
- 2. srpna – Petra Hobzová, dabérka a herečka
- 18. srpna – Petra Špindlerová, herečka
- 29. srpna – Radek Bejbl, fotbalista
- 30. srpna – Pavel Nedvěd, fotbalista
- 3. září – Martin Straka, lední hokejista
- 26. září – Martin Veselovský, moderátor
- 21. října – Jindřich Šídlo, novinář a politický komentátor
- 16. listopadu – Martin Altrichter, hokejista
- 8. prosince – Pavel Vostřák, hokejista
- 15. prosince – Ester Janečková, herečka a moderátorka
- ? – Hana Zahradníčková, překladatelka, redaktorka, editorka a učitelka jazyků

### Svět

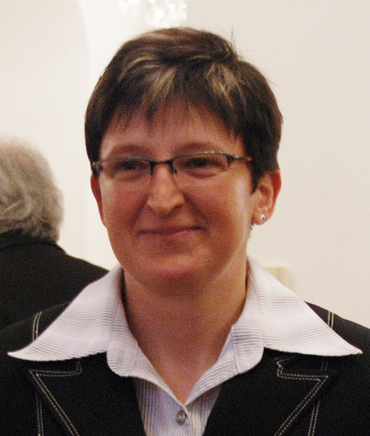
Elena Kaliská (* 19. ledna)

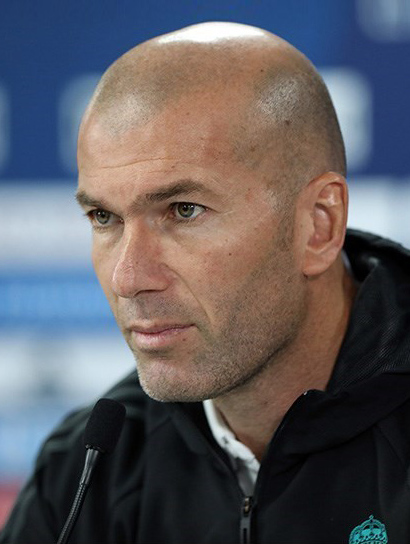
Zinedine Zidane (* 23. června)

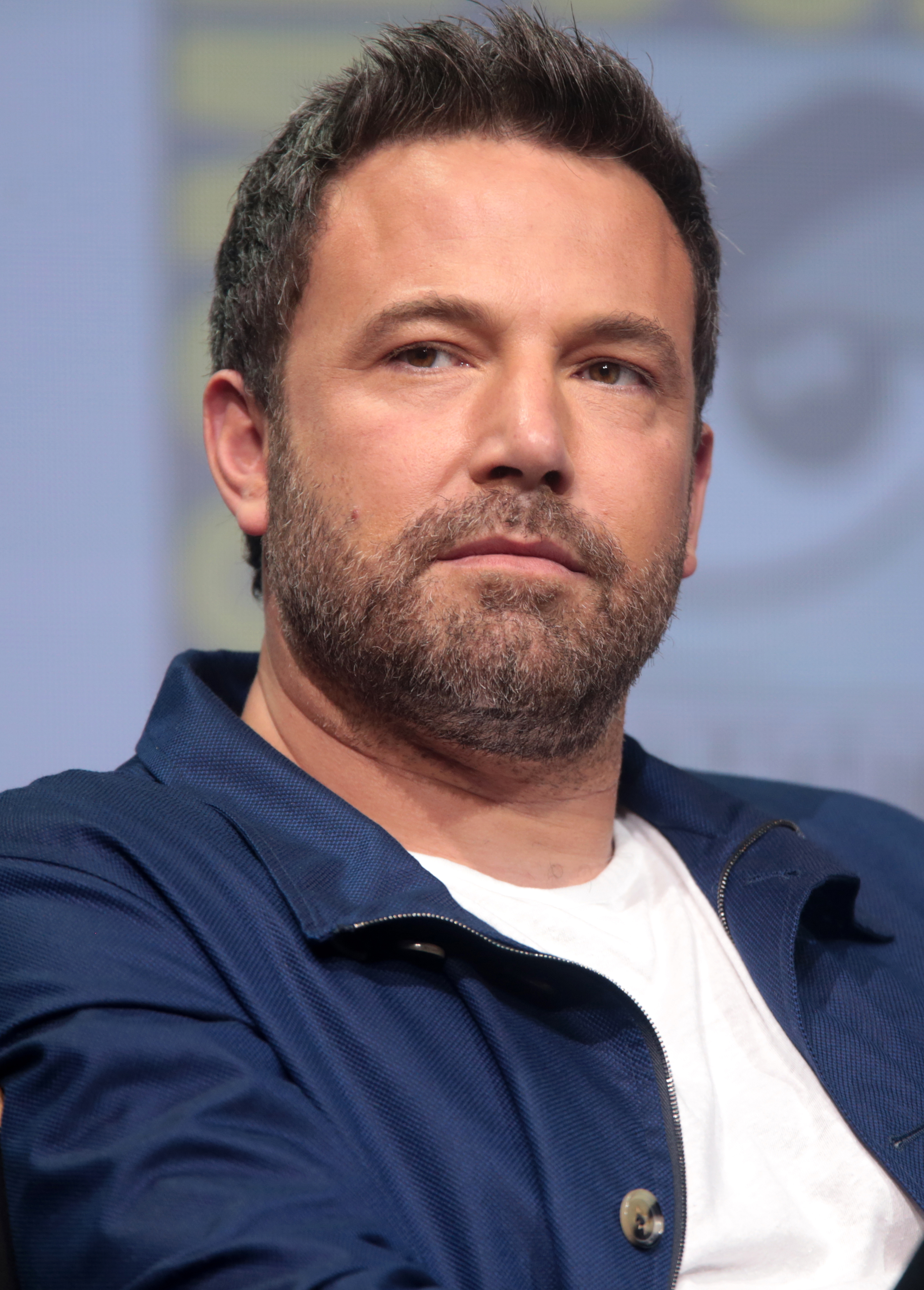
Ben Affleck (* 15. srpna)

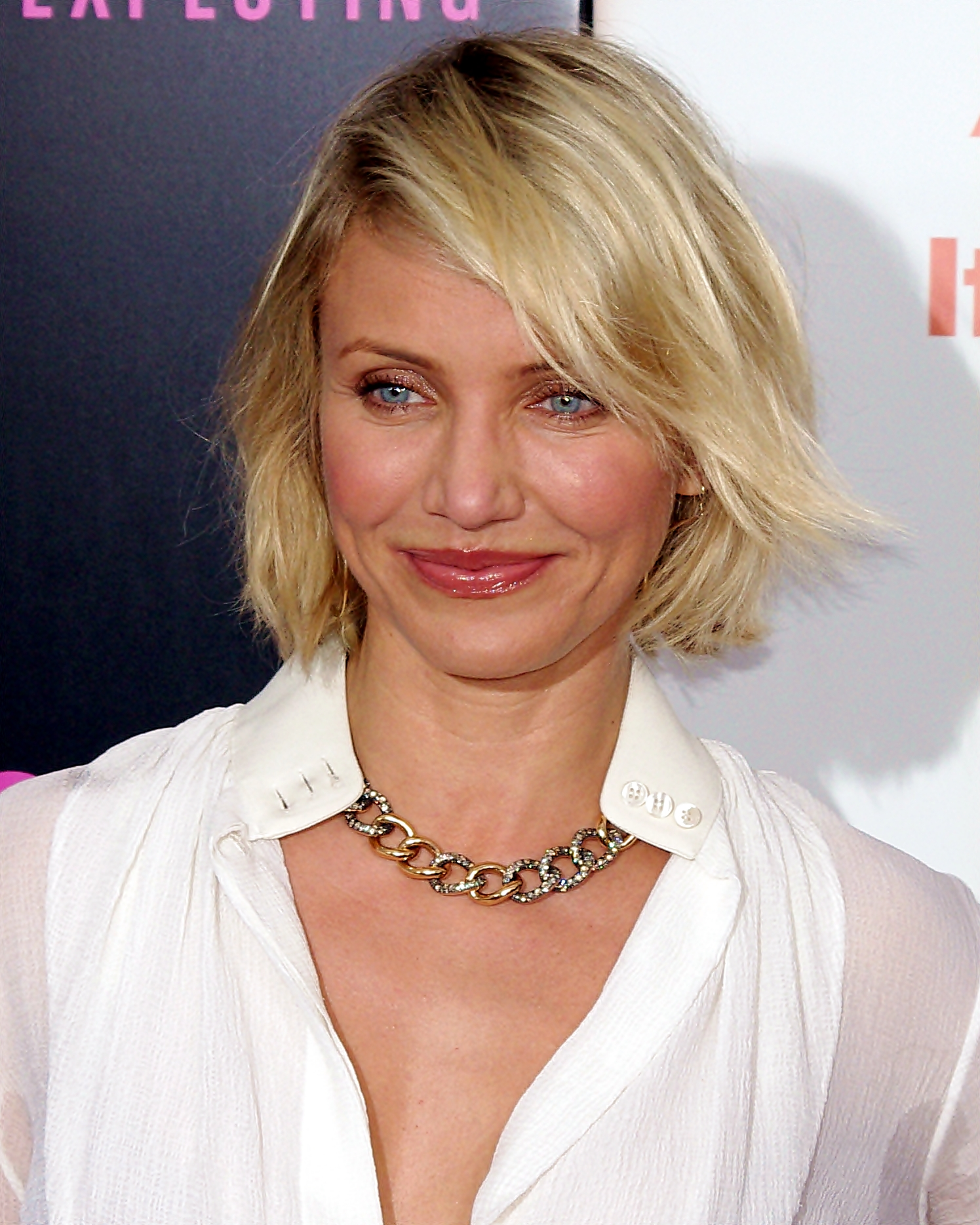
Cameron Diaz (* 30. srpna)

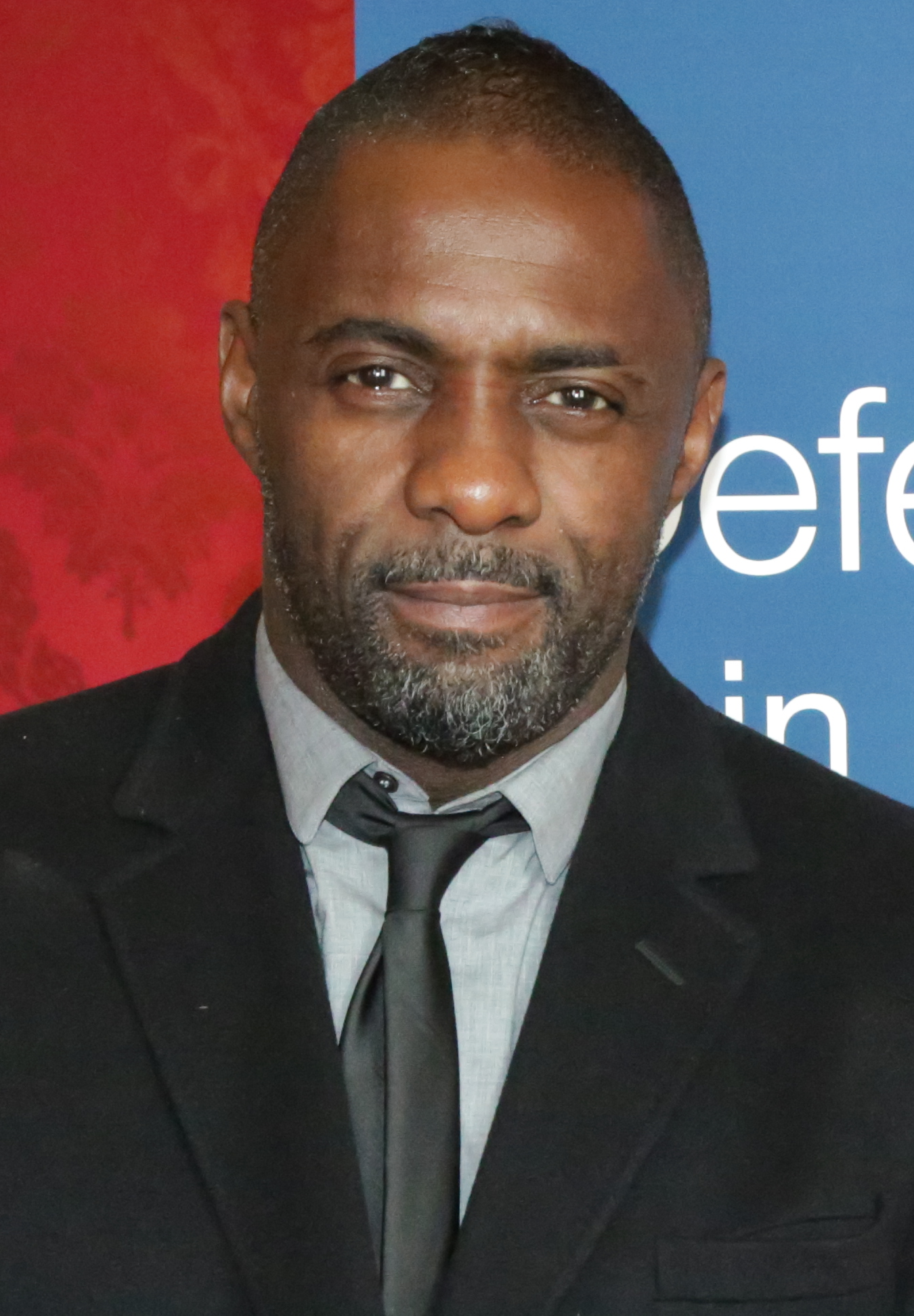
Idris Elba (* 6. září)

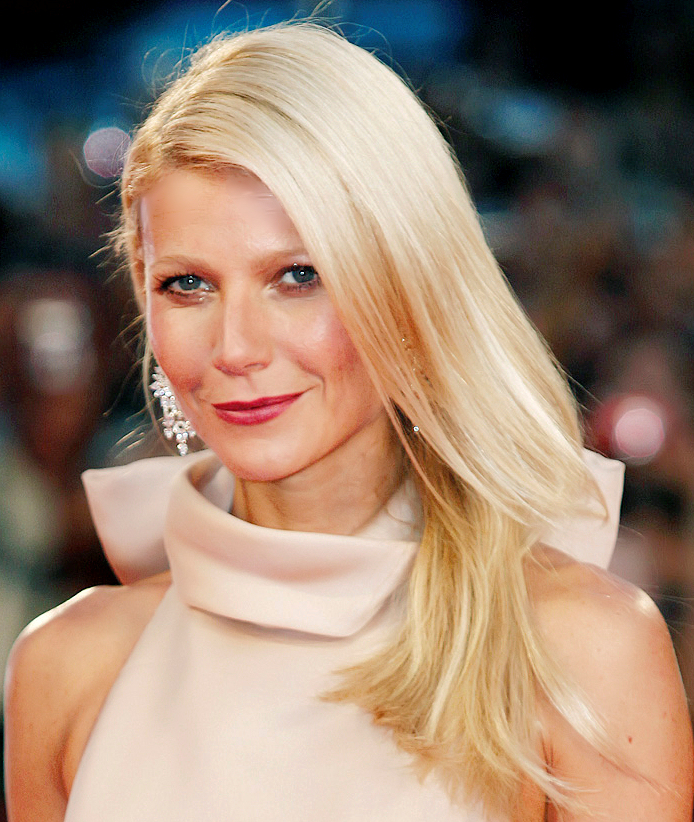
Gwyneth Paltrowová (* 27. září)

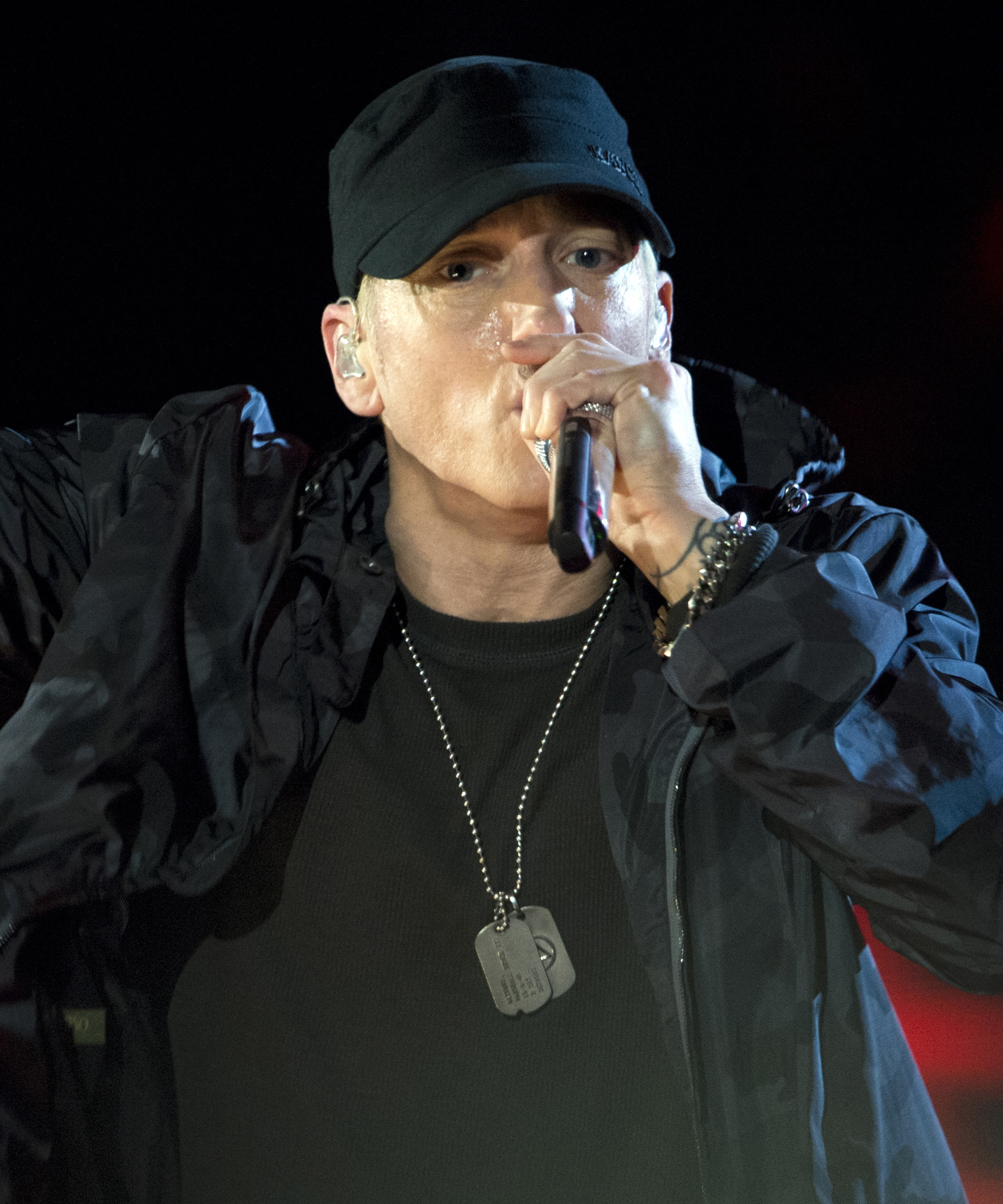
Eminem (* 17. října)

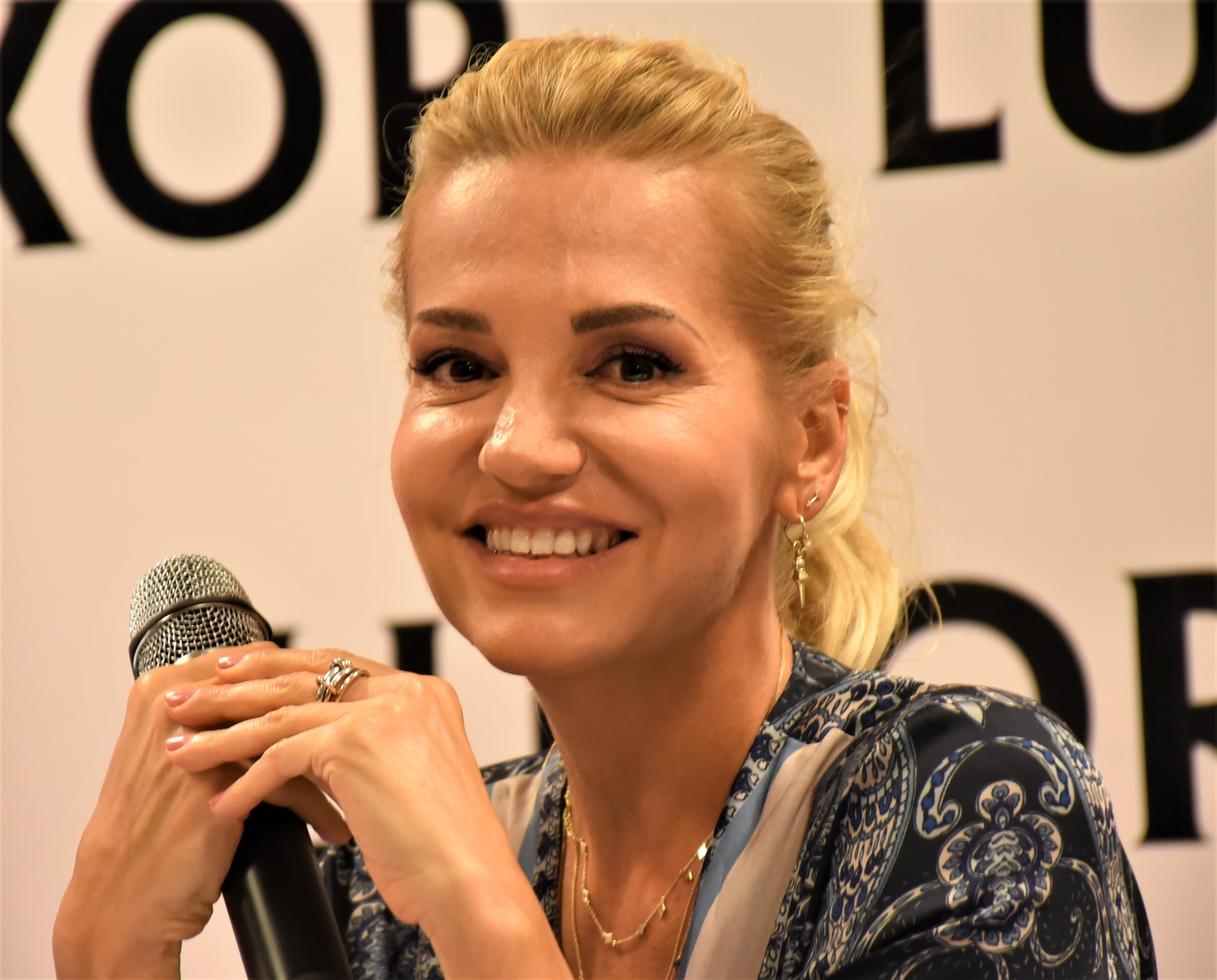
Dara Rolins (* 7. prosince)

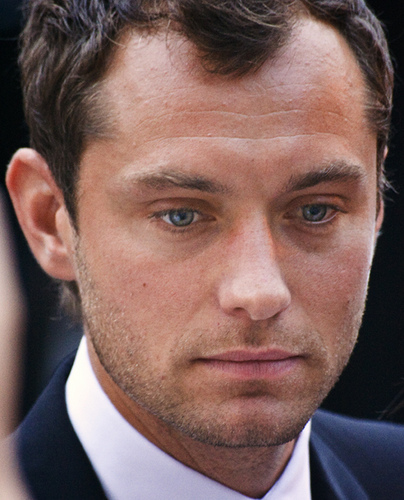
Jude Law (* 29. prosince)

- 7. ledna – Elena Podzámska, slovenská herečka
- 10. ledna – Thomas Alsgaard, norský běžec na lyžích
- 11. ledna – Amanda Peet, americká herečka
- 17. ledna
  - Lil Jon, americký rapper a producent
  - Alexej Vagin, ruský horolezec
  - Rafał Trzaskowski, polský politik
- 19. ledna
  - Elena Kaliská, slovenská kajakářka
  - Josune Bereziartu, španělská sportovní lezkyně
- 20. ledna – Oscar Dronjak, švédský kytarista
- 25. ledna – Brian Lima, samojský ragbista
- 27. ledna – Keith Wood, irský ragbista
- 1. února
  - Bernhard Aichner, rakouský spisovatel
  - Leymah Gbowee, liberijská mírová aktivistka, nositelka Nobelovy ceny za mír
- 3. února – Mart Poom, bývalý estonský fotbalový brankář
- 5. února – Mary Dánská, dánská královna
- 13. února – Virgilijus Alekna, litevský atlet - diskař
- 17. února
  - Taylor Hawkins, americký hudebník († 25. března 2022)
  - Billie Joe Armstrong, zpěvák a kytarista skupiny Green Day
- 22. února – Michael Chang, americký tenista
- 7. března – Isabelle Faustová, německá houslistka
- 23. března – Jonas Björkman, švédský tenista
- 24. března – Christophe Dugarry, francouzský fotbalista
- 25. března – Phil O'Donnell, skotský fotbalista († 2007)
- 29. března – Rui Costa, portugalský fotbalista
- 3. dubna
  - Jennie Garth, americká filmová herečka a režisérka
  - Sandrine Testudová, francouzská tenistka
- 19. dubna – Conchita Martínezová, španělská tenistka
- 19. dubna – Jennifer Garner, americká herečka
- 19. dubna – Jennifer Bini Taylor, americká herečka
- 20. dubna – Željko Joksimović, srbský zpěvák, skladatel, hudebník a producent.
- 21. dubna
  - Severina Vučković, chorvatská zpěvačka
  - Narghís Mohammadiová, íránská držitelka Nobelovy ceny za mír z roku 2023
- 5. května
  - Žigmund Pálffy, slovenský lední hokejista
  - Devin Townsend, kanadský hudebník a producent
- 6. května – Martin Brodeur, kanadský lední hokejista
- 7. května – Peter Dubovský, slovenský fotbalista († 23. června 2000)
- 10. května – Katja Seizingerová, německá lyžařka
- 16. května – Andrzej Duda, polský politik a prezident
- 22. května – Anna Belknapová, americká herečka
- 24. května – Maia Sanduová, moldavská prezidentka
- 27. května – Maxim Sokolov, ruský hokejový brankář
- 28. května – David Musuľbes, slovenský zápasník
- 2. června – Wentworth Miller, americký herec
- 4. června – György Kolonics, maďarský rychlostní kanoista († 2008)
- 6. června – Noriaki Kasai, japonský skokan na lyžích
- 16. června – John Cho, americký herec
- 19. června – Robin Tunney, americká herečka
- 23. června
  - Selma Blairová, americká herečka
  - Zinedine Zidane, francouzský fotbalista
- 25. června – Sajf al-Islám Kaddáfí, de facto premiér libyjské džamáhíríje
- 25. června – Garou, kanadský zpěvák a muzikálový herec
- 28. červen
  - Ngô Bảo Châu, vietnamský matematik
  - Alessandro Nivola, americký herec
- 10. července – Sundar Pichai, americký manažer
- 11. července – Michael Rosenbaum, americký herec
- 20. července
  - Jozef Stümpel, slovenský lední hokejista
  - Vladimir Zacharov, ukrajinský sportovní lezec  († 11. září 2008)
- 27. července  – Ajdyn Aimbetov, kazašský kosmonaut
- 28. července – Alena Antalová, slovenská herečka
- 1. srpna
  - Addi Somekh, americký umělec
  - Thomas Woods, americký historik
- 3. srpna – Sandis Ozoliņš, lotyšský lední hokejista
- 4. srpna – Luca Zardini, italský sportovní lezec
- 10. srpna – Lawrence Dallaglio, anglický ragbista
- 15. srpna – Ben Affleck, americký herec
- 22. srpna – Eilika Oldenburská, členka Habsbursko-lotrinské dynastie
- 23. srpna – Anna Orlova, lotyšská sáňkařka
- 24. srpna
  - Csongor Kassai, slovenský herec
  - Olga  Zavjalovová, ruská běžkyně na lyžích
- 30. srpna –  Cameron Diaz, americká herečka
- 31. srpna – Miroslav Hlinka, slovenský hokejista († 2014)
- 6. září
  - China Miéville, britský spisovatel fantasy
  - Idris Elba, britský herec, hudebník a DJ
- 8. září – Os du Randt, jihoafrický ragbista
- 9. září – Goran Višnjić, chorvatsko-americký herec
- 10. září
  - Katarína Hasprová, slovenská zpěvačka a herečka
  - Gáda Šuáová, syrská vícebojařka
- 12. září – Jason Statham, britský herec
- 20. září – Victor Ponta, rumunský politik a premiér
- 21. září – Liam Gallagher, britský hudebník, člen skupiny Oasis
- 27. září
  - Lhasa de Sela, kanadsko-americká zpěvačka
  - Gwyneth Paltrowová, americká herečka
- 29. září – Jörgen Jönsson, švédský hokejista
- 7. října – Giorgio Di Centa, italský běžec na lyžích
- 8. října – Stanislav Varga, slovenský fotbalista
- 10. října – Nguyen Phuong Thao, vietnamská fotografka působící v Česku
- 16. října – Darjus Kasparajtis, ruský hokejista
- 17. října – Eminem, americký hip hopový zpěvák
- 27. října
  - Ruxandra Dragomirová, rumunská tenistka
  - Matt Hemingway, atlet USA
  - Maria Mutolaová, mosambická běžkyně na 800 metrů
- 1. listopadu – Toni Collette, australská herečka
- 4. listopadu – Luís Figo, portugalský fotbalista
- 12. listopadu – Bernhard Willhelm, německý módní návrhář
- 14. listopadu – Edyta Górniak, polská zpěvačka
- 16. listopadu – Ccheng Siao-fen, tchajwanská judistka
- 21. listopadu – Ejal Ran, izraelský tenista
- 26. listopadu – Chris Osgood, kanadský hokejový brankář
- 1. prosince – Norbert Wójtowicz, polský historik a římskokatolický teolog
- 7. prosince
  - Hermann Maier, rakouský sjezdový lyžař
  - Dara Rolins, slovenská zpěvačka
- 10. prosince – Brian Molko, zpěvák a kytarista skupiny Placebo
- 11. prosince – Daniel Alfredsson, švédský lední hokejista
- 12. prosince – Wilson Kipketer, dánský atlet
- 22. prosince
  - Kirk Maltby, kanadský hokejista
  - Vanessa Paradisová, francouzská herečka a zpěvačka
- 25. prosince – Adam Wielomski, polský publicista
- 28. prosince – Daniela Šinkorová, slovenská herečka
- 29. prosince – Jude Law, britský herec

## Úmrtí

### Česko

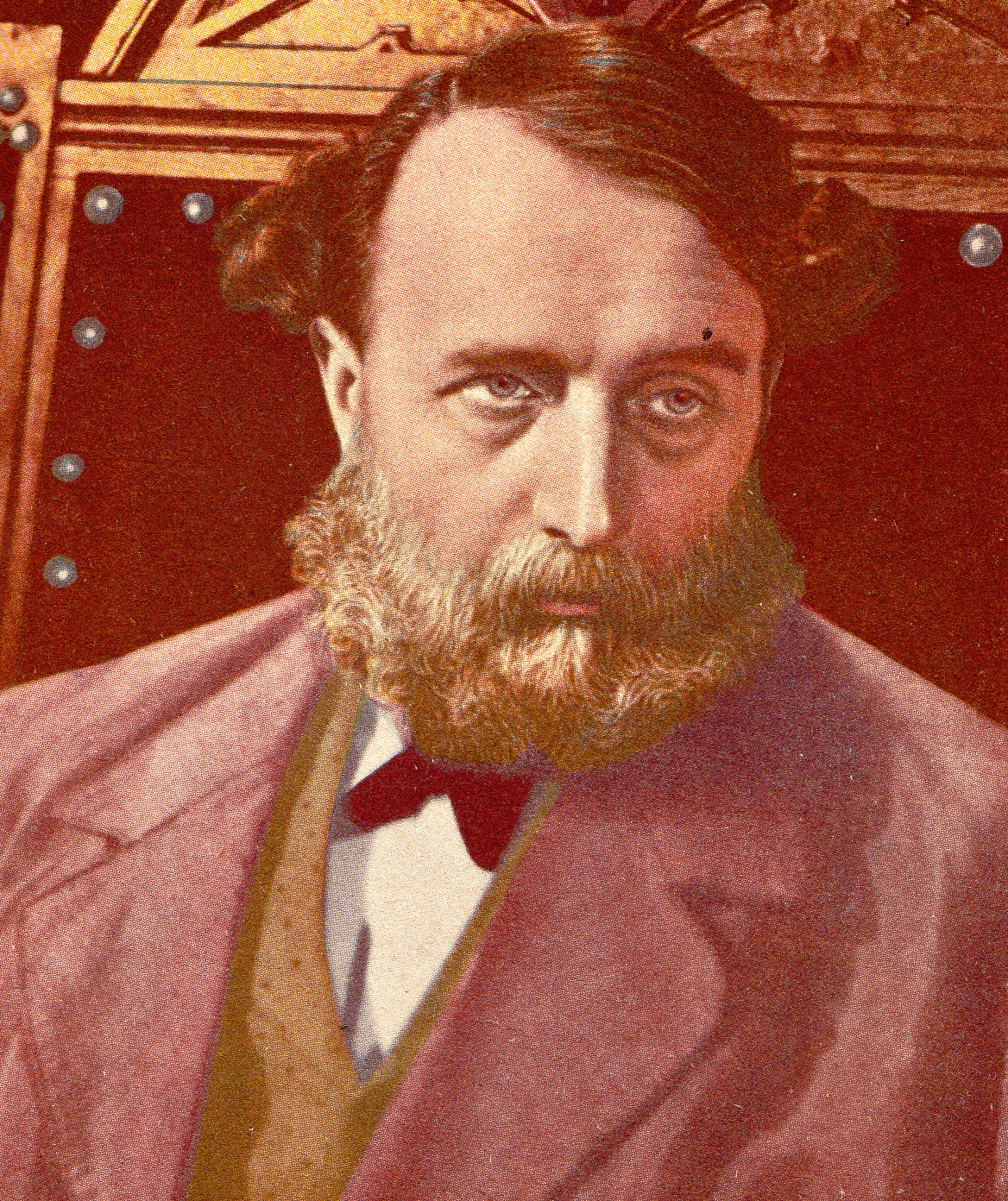
František Smolík († 26. ledna)

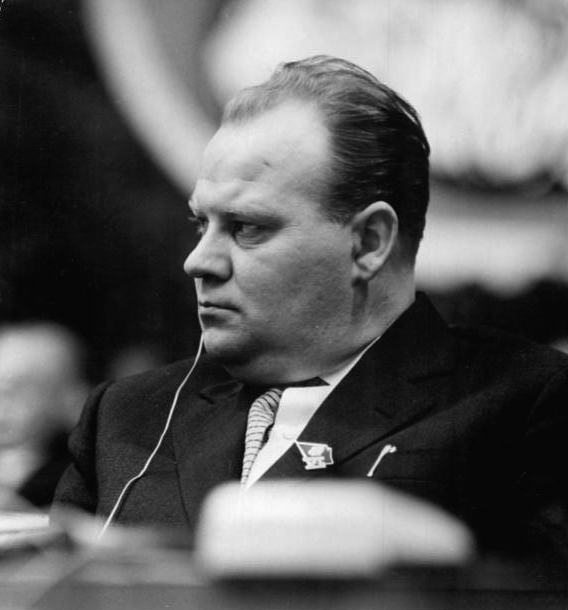
Drahomír Kolder († 20. srpna)

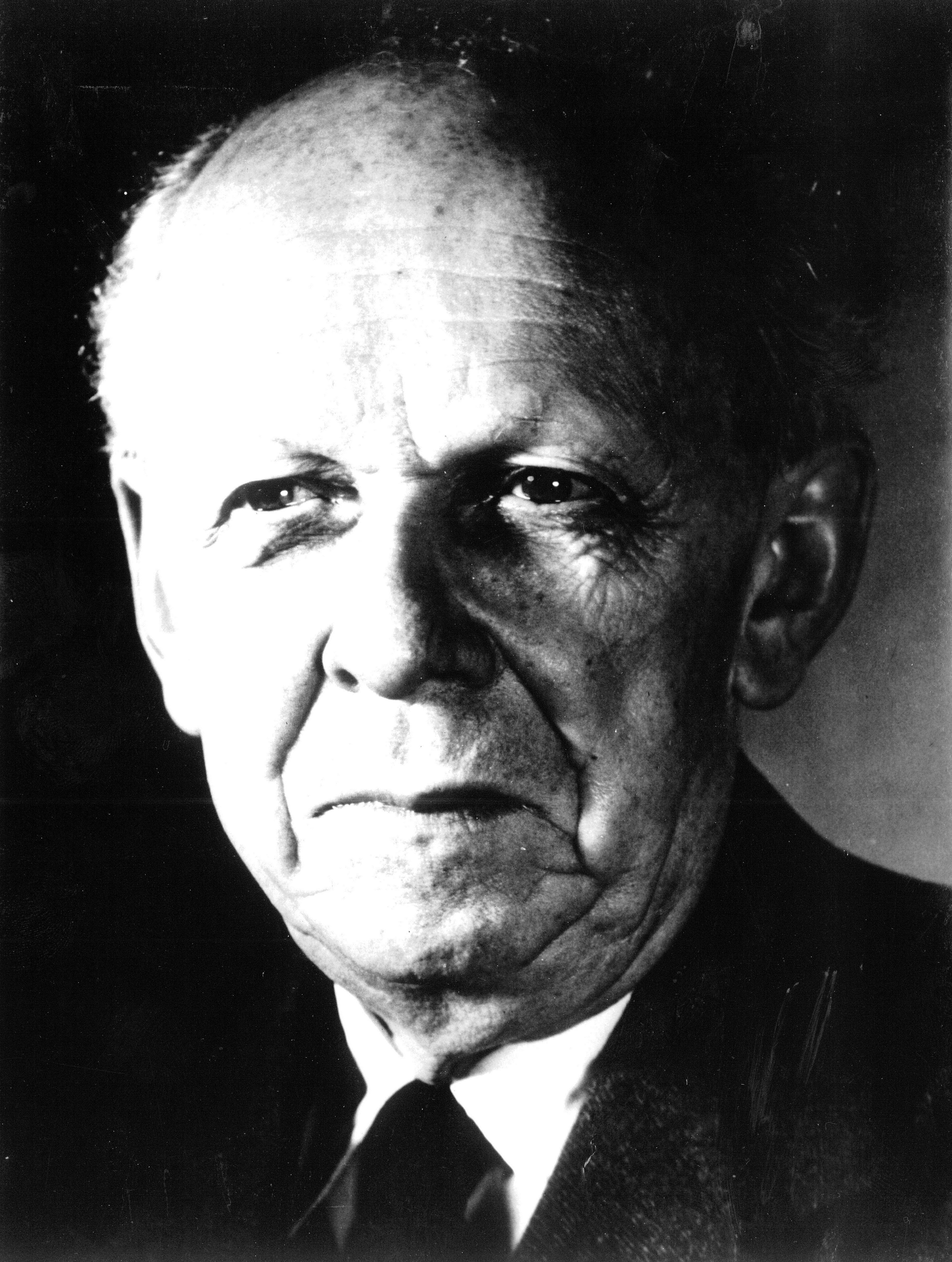
Bohuslav Fuchs († 18. září)

- 6. ledna – Karel Bakeš, stavební inženýr, spisovatel a překladatel (* 12. ledna 1888)
- 8. ledna – Ján Ursíny, ministr, odbojář (* 11. října 1896)
- 13. ledna – František Čáp, režisér (* 7. prosince 1913)
- 18. ledna – Bohumil Turek, motocyklový a automobilový závodník (* 26. května 1901)
- 20. ledna – Josef Dobiáš, historik a klasický filolog (* 26. září 1888)
- 26. ledna
  - Václav Majer, československý ministr, předseda exilové ČSSD (* 22. ledna 1904)
  - František Smolík, herec (* 23. ledna 1891)
- 30. ledna – Karel Boleslav Jirák, skladatel, hudební pedagog a dirigent (* 28. ledna 1891)
- 31. ledna – Pavel Roman, krasobruslař (* 25. ledna 1943)
- 9. února – Ludvík Krejčí, generál (* 17. srpna 1890)
- 19. února – Josef Macek, ekonom a politik (* 13. září 1887)
- 21. února – Antonín Jemelka, kněz a malíř (* 8. října 1896)
- 22. února – Karel Skoupý, 12. biskup brněnský (* 30. prosince 1886)
- 27. února – Alois Král, speleolog (* 30. července 1877)
- 7. března
  - Otto Jírovec, parazitolog (* 31. ledna 1907)
  - Jan Weiss, spisovatel (* 10. května 1892)
- 9. března – Josef Moucha, entomolog (* 7. dubna 1930)
- 17. března – Karel Balling (skladatel), hudební skladatel (* 17. prosince 1889)
- 19. března
  - Josef Grus, architekt (* 19. října 1893)
  - Karel Bíbr, architekt, projektant a stavitel (* 1. listopadu 1887)
  - František Klátil, politik (* 5. června 1905)
- 20. března – Albert Pek, folklorista, dirigent a hudební skladatel (* 21. října 1893)
- 29. března – František Bílek, hipolog (* 16. prosince 1885)
- 31. března – Hana Mašková, krasobruslařka (* 26. září 1949)
- 4. dubna – Anna Polmanová-Preclíková, sbormistryně a dirigentka (* 28. března 1895)
- 5. dubna – Vítězslav Lederer, uprchlík z koncentračního tábora Auschwitz-Birkenau (* 6. března 1904)
- 8. dubna – Josef Nepomucký, ministr československých vlád (* 12. října 1897)
- 10. dubna – Jiří Toman, fotograf, ilustrátor a knižní grafik (* 22. března 1924)
- 14. dubna
  - Marie Burešová, herečka (* 1. listopadu 1907)
  - Ján Bečko, československý politik, člen exilových vlád (* 16. listopadu 1889)
- 16. dubna
  - František Penc, ministr hornictví vlád Československa a diplomat (* 7. února 1921)
  - Rudolf Deyl starší, herec (* 6. dubna 1876)
- 26. dubna – Eva Adamcová, divadelní herečka a překladatelka (* 1895)
- 12. května – František Michálek Bartoš, historik, archivář a vysokoškolský pedagog (* 5. dubna 1889)
- 23. května – Kamil Bednář, básník a překladatel (* 4. července 1912)
- 24. května – Josef Hlisnikovský, entomolog (* 12. února 1905)
- 10. června – Josef Hlouch, 9. biskup českobudějovický (* 26. března 1902)
- 19. června – Otakar Šimůnek, komunistický politik, ministr (* 23. října 1908)
- 22. června – Jiří John, malíř a ilustrátor (* 6. listopadu 1923)
- 25. června – Jan Matulka, americký malíř českého původu (* 7. listopadu 1890)
- 26. června – Alfréd Piffl, architekt (* 13. června 1907)
- 27. června – Leopolda Dostalová, herečka (* 23. ledna 1879)
- 22. července – Pavel Bořkovec, hudební skladatel (* 10. června 1894)
- 26. července – Karel Husárek, československý generál, ministr veřejných prací (* 31. ledna 1893)
- 27. července – Richard Mikuláš Coudenhove-Kalergi, rakouský šlechtic s československým občanstvím, spisovatel a politik (* 16. listopadu 1894)
- 11. srpna – Jaroslav Pešán, voják a příslušník výsadku Platinum – Pewter (* 28. ledna 1912)
- 13. srpna – Jan Löwenbach, advokát, hudební kritik, básník, libretista (* 29. dubna 1880)
- 20. srpna – Drahomír Kolder, politik (* 29. prosince 1925)
- 22. srpna – Karel Štipl, sochař, architekt a sklářský výtvarník (* 21. ledna 1889)
- 28. srpna – Bohuslav Kratochvíl, politik a diplomat (* 21. října 1901)
- 2. září – Alfons Zeda, ragbista (* 21. září 1906)
- 9. září – Josef Bohumil Souček, teolog, biblista (* 12. května 1902)
- 10. září – Vojtěch Bořivoj Aim, hudební skladatel (* 13. dubna 1886)
- 14. září – Jaroslav Helfert, muzeolog (* 27. září 1883)
- 18. září – Bohuslav Fuchs, architekt (* 24. března 1895)
- 2. října – František Mrázek Dobiáš, evangelický teolog, překladatel a pedagog (* 2. března 1907)
- 4. října – Jan Roth, kameraman (* 10. listopadu 1899)
- 17. října – František Gel, novinář (* 18. září 1901)
- 1. listopadu – Milada Smolíková, divadelní a filmová herečka (* 18. října 1891)
- 3. listopadu – Ladislav Hosák, historik (* 5. června 1898)
- 5. listopadu – Lubor Bárta, hudební skladatel (* 8. srpna 1928)
- 6. listopadu – Richard Wiesner, malíř (* 6. července 1900)
- 8. listopadu – Rudolf Šmejkal, fotbalový reprezentant (* 14. ledna 1915)
- 11. listopadu – Zdeněk Gina Hašler, herec a režisér (* 31. října 1909)
- 18. listopadu – Eduard Oliva, generální vikář litoměřické diecéze (* 19. července 1905)
- 21. listopadu – Karel Hába, hudební skladatel, sbormistr, violista a pedagog (* 21. května 1898)
- 25. listopadu – Karl Ernstberger, architekt německé národnosti (* 25. září 1887)
- 29. listopadu – Josef Kubíček, malíř, sochař a řezbář (* 13. března 1890)
- 6. prosince – Josef Kurz, jazykovědec, literární historik a překladatel (* 3. února 1901)
- 27. prosince – Jan Berlík, pěvec-tenorista (* 24. května 1892)
- 30. prosince – T. Svatopluk, prozaik a malíř (* 25. října 1900)
- 31. prosince – Josef Toman, nevidomý klavírista, varhaník a hudební skladatel (* 15. dubna 1894)
- ? – Jaroslav Ignác Čížek, brigádní generál, legionář (* 1891)

### Svět
- 1. ledna

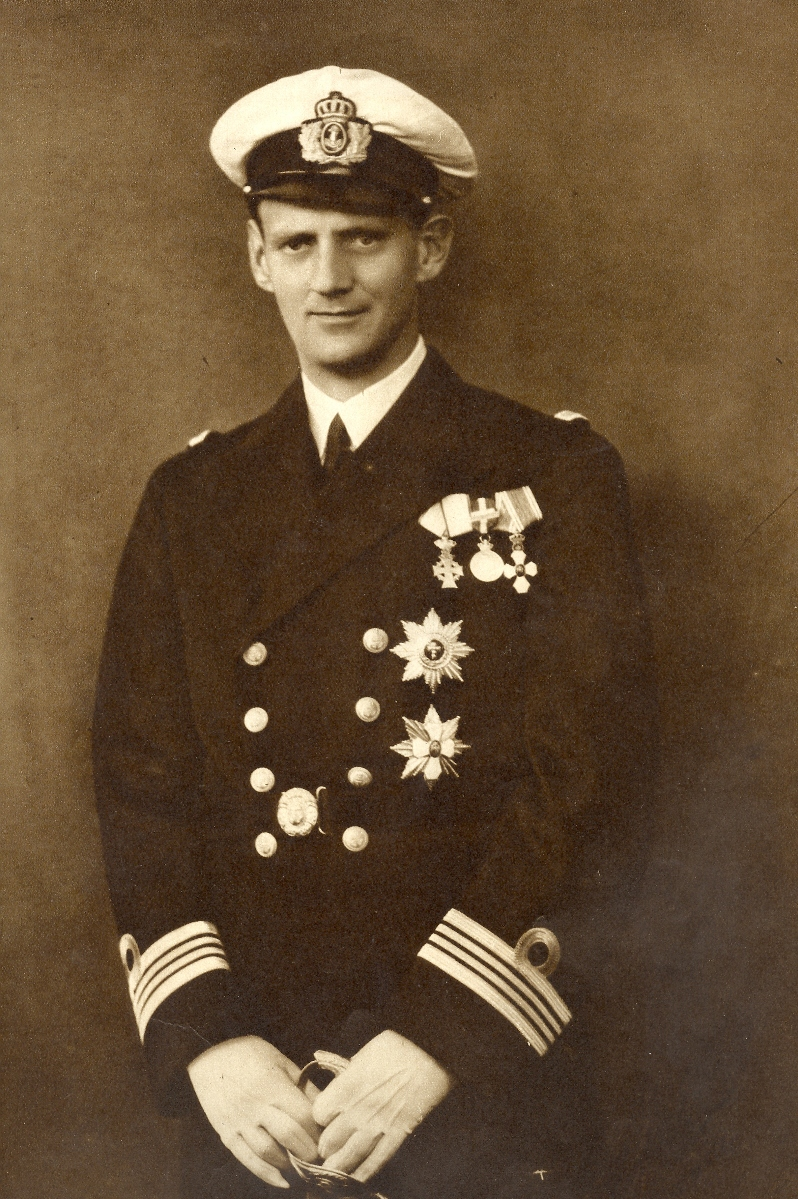
Frederik IX. († 14. ledna)

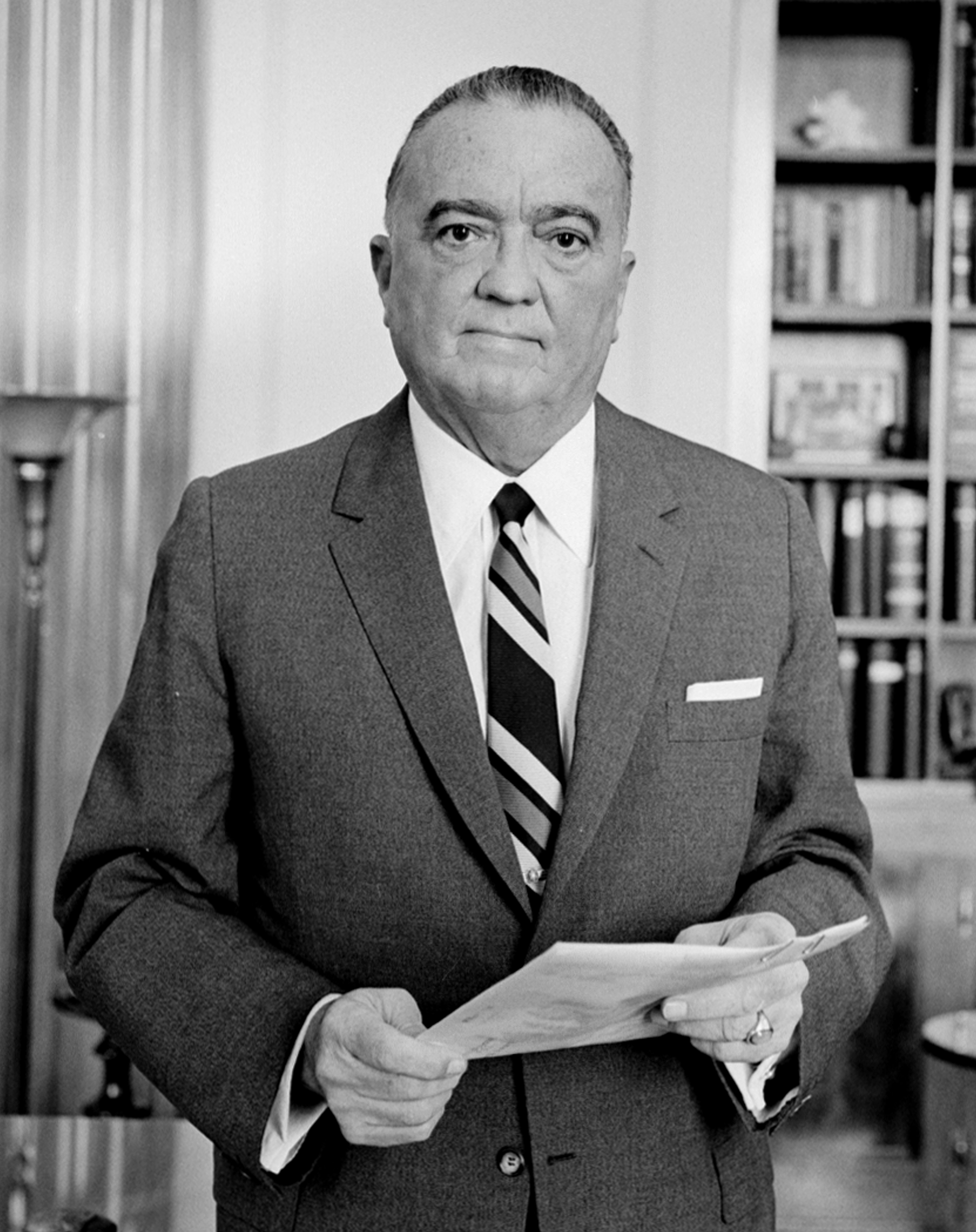
J. Edgar Hoover († 2. května)

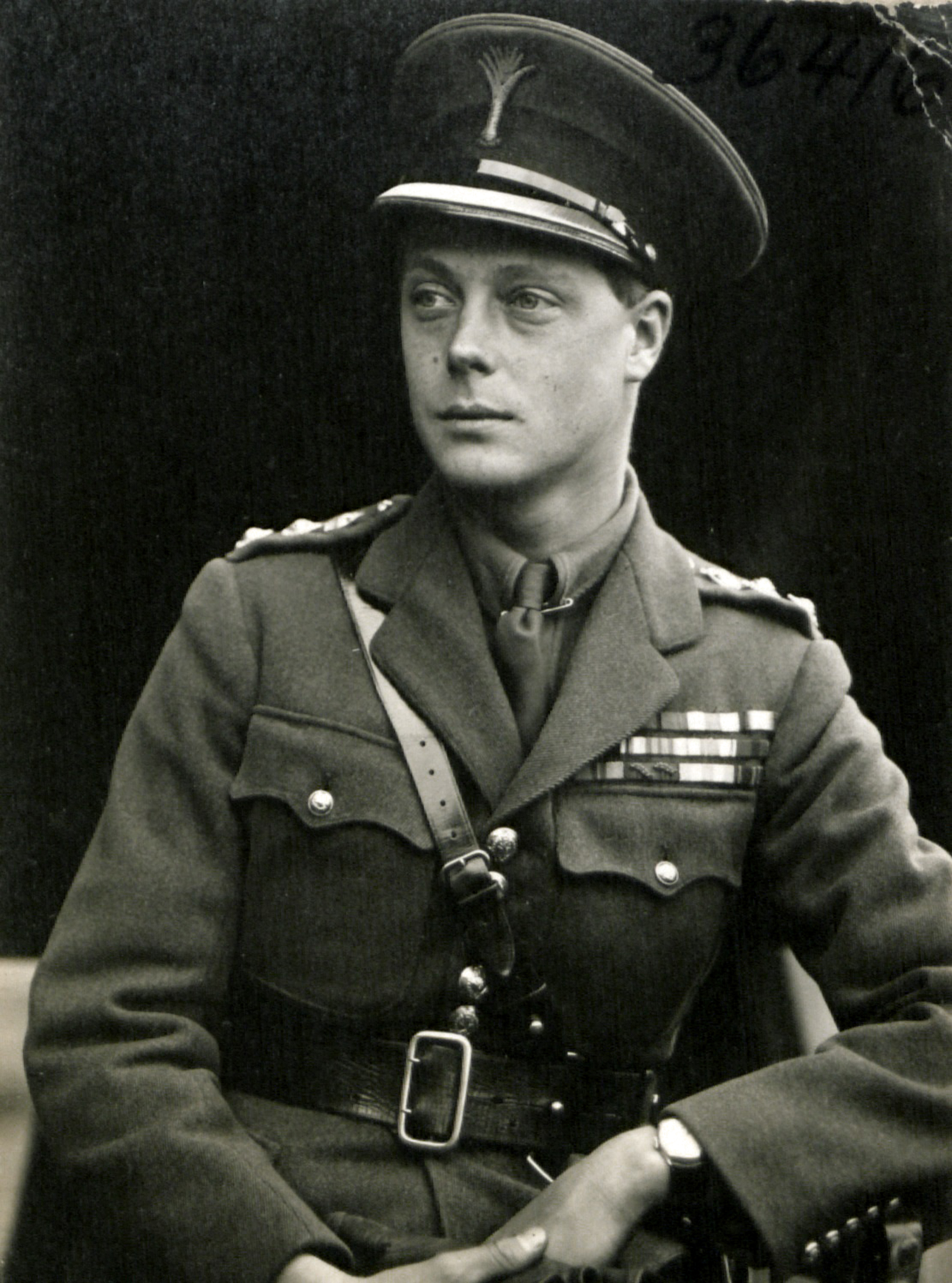
Eduard VIII. († 28. května)

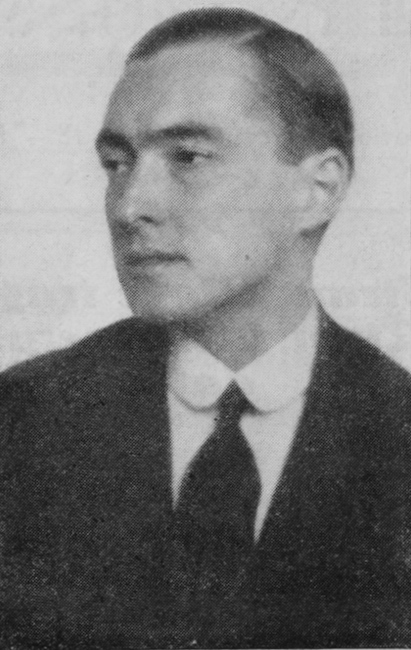
Richard Mikuláš Coudenhove-Kalergi († 27. července)

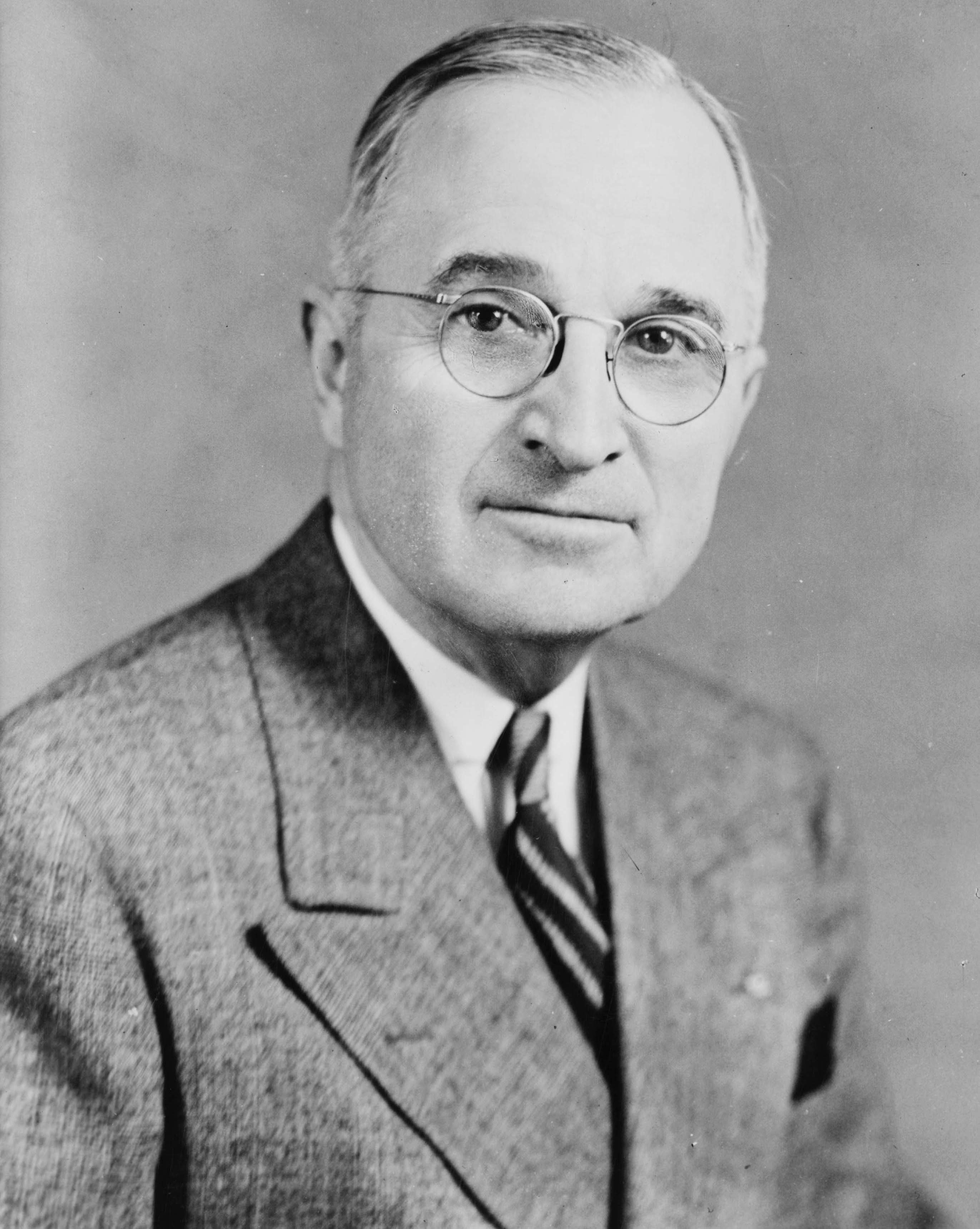
Harry S. Truman († 26. prosince)

  - Eberhard Wolfgang Möller, německý nacistický spisovatel (* 6. ledna 1906)
  - Maurice Chevalier, francouzský a americký herec, tanečník a šansoniér (* 12. září 1888)
- 14. ledna – Frederik IX., dánský král (* 11. března 1899)
- 15. ledna – Daisy Ashfordová, anglická spisovatelka (* 7. dubna 1881)
- 23. ledna – Big Maybelle, americká zpěvačka (* 1. května 1924)
- 27. ledna
  - Richard Courant, německý matematik (* 8. ledna 1888)
  - Mahalia Jackson, americká gospelová zpěvačka (* 26. října 1911)
- 28. ledna – Dino Buzzati, italský spisovatel (* 16. října 1906)
- 31. ledna
  - Matvěj Vasiljevič Zacharov, sovětský generál (* 17. srpna 1898)
  - Fritiof Nilsson Piraten, švédský humoristický spisovatel (* 4. prosince 1895)
  - Mahéndra, nepálský král (* 11. června 1920)
- 6. února – Emil Maurice, zakládající člen NSDAP, osobní strážný, řidič i přítel Adolfa Hitlera (* 19. ledna 1897)
- 9. února – Nikolaj Ivanovič Krylov, velitel strategických raketových sil Sovětské armády (* 29. dubna 1903)
- 11. února – Colin MacLeod, americký genetik (* 28. ledna 1909)
- 19. února – Lee Morgan, americký jazzový trumpetista (* 10. července 1938)
- 20. února – Maria Göppert-Mayer, americká fyzička německého původu, Nobelova cena 1963 (* 28. června 1906)
- 21. února – Bronislava Nijinska, rusko-polská tanečnice a choreografka (* 8. ledna 1891)
- 22. února – Paul Grüninger, švýcarský policejní důstojník, nositel titulu Spravedlivý mezi národy (* 27. října 1891)
- 23. února – Robert Cecil, 5. markýz ze Salisbury, britský státník a šlechtic (* 27. srpna 1893)
- 25. února – Hugo Steinhaus, polský matematik (* 14. ledna 1887)
- 26. února – Josef Sapir, izraelský politik (* 27. ledna 1902)
- 28. února – Viktor Barna, maďarský stolní tenista (* 24. srpna 1911)
- 8. března – Erich von dem Bach-Zelewski, nacistický generál, válečný zločinec (* 1. března 1899)
- 9. března – Ja'akov Herzog, izraelský rabín, právník a diplomat (* 21. března 1921)
- 16. března – Franjo Lučić, chorvatský skladatel a varhaník (* 31. března 1889)
- 27. března – Maurits Cornelis Escher, nizozemský umělec (* 17. června 1898)
- 1. dubna – Şükriye Sultan, osmanská princezna a vnučka sultána Abdulazize (* 24. února 1906)
- 2. dubna – Tošicugu Takamacu, učitel bojových umění (* 10. března 1887)
- 6. dubna – Heinrich Lübke, prezident Spolkové republiky Německo (* 14. října 1894)
- 7. dubna – Rudolf Quoika, muzikolog (* 6. května 1897)
- 8. dubna – Marian Bielicki, polský spisovatel (* 5. června 1920)
- 12. dubna – C. W. Ceram, německý novinář a spisovatel (* 20. ledna 1915)
- 15. dubna – Frank Knight, americký ekonom (* 7. listopadu 1885)
- 16. dubna – Jasunari Kawabata, japonský spisovatel, nositel Nobelovy ceny za literaturu (* 14. června 1899)
- 27. dubna – Kwame Nkrumah, první prezident Ghany (* 21. září 1909)
- 29. dubna – Ntaré V., poslední král Burundi (* 2. prosince 1947)
- 2. května – J. Edgar Hoover, první ředitel americké agentury FBI (* 1. ledna 1895)
- 3. května – Leslie Harvey, skotský kytarista (* 13. září 1944)
- 5. května – Reverend Gary Davis, americký bluesový zpěvák, kytarista a skladatel (* 30. dubna 1896)
- 9. května – Nikolaj Dmitrijevič Jakovlev, sovětský vojevůdce, maršál dělostřelectva (* 31. prosince 1898)
- 10. května
  - Tido J. Gašpar, slovenský novinář a spisovatel (* 7. března 1893)
  - Otto Isakower, rakouský psychiatr a psychoanalytik (* 2. června 1899)
- 14. května – Romas Kalanta, litevský národní hrdina (* 22. února 1953)
- 28. května – Eduard VIII., britský panovník (* 23. června 1894)
- 30. května
  - Aharon Kacir, izraelský chemik (* 15. září 1914)
  - Watchman Nee, čínský křesťanský kazatel a spisovatel (* 4. listopadu 1903)
- 7. června – Jean Merrien, francouzský mořeplavec a spisovatel (* 3. června 1905)
- 9. června
  - Róbert Pobožný, biskup neilenský, apoštolský administrátor rožňavský (* 30. května 1890)
  - Rudolf Belling, německý sochař (* 26. srpna 1886)
- 12. června
  - Ludwig von Bertalanffy, rakouský biolog a filosof (* 19. září 1901)
  - Edmund Wilson, americký spisovatel (* 8. května 1895)
  - Saul Alinsky, americký organizátor občanské společnosti a teoretik aktivismu (* 30. ledna 1909)
- 30. června – Guy Chapman, britský historik a spisovatel (* 11. září 1889)
- 7. července
  - Athenagoras I., 268. ekumenický patriarcha konstantinopolský (* 6. dubna 1886)
  - Talal I., jordánský král (* 26. února 1909)
- 10. července – Lovie Austin, americká klavíristka (* 19. září 1887)
- 11. července – Jevgenij Babič, sovětský hokejista (* 7. ledna 1921)
- 14. července – Vilém Stanovský, divizní generál čs. Letectva, oběť komunismu (* 27. března 1896)
- 19. července – Helge Roswaenge, dánský tenorista (* 29. srpna 1897)
- 21. července
  - Džigme Dordže Wangčhug, bhútánský dračí král (* 2. května 1928)
  - Ralph Craig, americký sprinter, olympijský vítěz (* 21. června 1889)
- 22. července – Max Aub, španělský spisovatel (* 2. června 1903)
- 25. července – Leonid Jengibarov, sovětský arménsko-ruský scenárista, herec, klaun a mim (* 15. března 1935)
- 31. července
  - Paul-Henri Spaak, premiér Belgie, předseda Evropského parlamentu, předseda OSN a generální tajemník NATO (* 25. ledna 1899)
  - Alfons Gorbach, kancléř Rakouska v letech 1961–1964 (* 2. září 1898)
  - Ernst Fischer, rakouský marxistický spisovatel, literární vědec a politik (* 3. července 1899)
- 4. srpna – Ján Jamnický, slovenský herec, režisér, scenárista (* 20. května 1908)
- 7. srpna – Christian Hansen, generál Wehrmachtu (* 10. dubna 1885)
- 8. srpna – Andrea Feldman, americká herečka (* 1. dubna 1948)
- 9. srpna – Ernst von Salomon, německý spisovatel a atentátník (* 25. září 1902)
- 11. srpna – Max Theiler, jihoafrický lékař-virolog, Nobelova cena za fyziologii a medicínu 1951 (* 30. ledna 1899)
- 13. srpna – Carl Malmsten, švédský designér nábytku (* 7. prosince 1888)
- 14. srpna – Jules Romains, francouzský spisovatel (* 26. srpna 1885)
- 23. srpna – Arthur Russell, britský olympijský vítěz na 3000 metrů překážek (* 13. března 1886)
- 24. srpna – Don Byas, americký jazzový saxofonista (* 21. října 1912)
- 25. srpna – Magnus Konow, norský jachtař (* 1. září 1887)
- 27. září – Shiyali Ramamrita Ranganathan, indický matematik a knihovník (* 9. srpna 1892)
- 28. září – Władysław Langner, polský generál (* 18. června 1896)
- 30. září – Edgar G. Ulmer, americký filmový režisér (* 17. září 1904)
- 5. října – Ivan Antonovič Jefremov, sovětský paleontolog a spisovatel (* 22. dubna 1907)
- 7. října – Erik Eriksen, premiér Dánska (* 20. listopadu 1902)
- 10. října – Kenneth Essex Edgeworth, irský astronom (* 26. února 1880)
- 17. října – Jiří Karađorđević, srbský korunní princ (* 27. srpna 1887)
- 18. října – Edward Cook, americký olympijský vítěz ve skoku o tyči (* 27. listopadu 1889)
- 19. října – Saíd bin Tajmúr, sultán Maskatu a Ománu (* 13. srpna 1910)
- 26. října – Igor Sikorskij, letecký konstruktér (* 6. června 1889)
- 1. listopadu – Ezra Pound, americký básník (* 30. října 1885)
- 2. listopadu – Alexandr Alfredovič Bek, ruský sovětský spisovatel a novinář (* 3. ledna 1903)
- 4. listopadu – George Campbell, kanadský hráč lakrosu, olympijský vítěz (* 1. února 1878)
- 6. listopadu – Billy Murcia, americký rockový bubeník (* 9. října 1951)
- 11. listopadu – Berry Oakley, americký baskytarista (* 4. dubna 1948)
- 12. listopadu – Rudolf Friml, americký pianista a skladatel českého původu (* 2. prosince 1879
- 13. listopadu – Arnold Jackson, britský atlet, olympijský vítěz v běhu na 1500 metrů (* 5. dubna 1891)
- 15. listopadu – William Ross Ashby, britský kybernetik (* 6. září 1903)
- 18. listopadu – Danny Whitten, americký zpěvák, kytarista a hudební skladatel (* 8. května 1943)
- 22. listopadu – Kójó Okada, japonský fotograf (* 31. srpna 1895)
- 25. listopadu
  - Hans Scharoun, německý architekt (* 20. září 1893)
  - Henri Coandă, rumunský letecký konstruktér (* 7. června 1886)
- 1. prosince – Antonio Segni, premiér a prezident Itálie (* 2. února 1891)
- 3. prosince – Bill Johnson, americký jazzový kontrabasista (* 10. srpna 1872)
- 4. prosince – Kadiš Luz, izraelský politik, ministr, předseda Knesetu (* 10. ledna 1895)
- 13. prosince – Leslie Poles Hartley, anglický spisovatel (* 30. prosince 1895)
- 16. prosince – Ferdinand Čatloš, ministr národní obrany slovenského státu (* 7. října 1895)
- 20. prosince – Günter Eich, německý spisovatel (* 1. února 1907)
- 21. prosince
  - Zora Jesenská, slovenská spisovatelka (* 3. května 1909)
  - Paul Hausser, německý generál (* 7. října 1880)
- 22. prosince – Mkrtič Armen, arménský prozaik (* 27. prosince 1906)
- 23. prosince – Andrej Nikolajevič Tupolev, sovětský letecký konstruktér (* 10. listopadu 1888)
- 26. prosince – Harry S. Truman, 33. americký prezident (* 8. května 1884)
- 27. prosince – Lester B. Pearson, kanadský, historik, státník a diplomat, Nobelovu cenu míru 1957 (* 23. dubna 1897)

## Hlavy států
Evropa:
- Československo – prezident Ludvík Svoboda
- SFR Jugoslávie – Josip Broz Tito
- Bulharská LR – Todor Živkov
- Maďarská lidová republika – János Kádár (generální tajemník MSDS)
- Rumunsko – Nicolae Ceaușescu
- Rakousko – Franz Jonas
- NDR – Erich Honecker (Generální tajemník SED)
  - Willi Stoph (předseda státní rady)
- NSR
  - Willy Brandt (kancléř)
  - Gustav Heinemann (prezident)
- Polská lidová republika
  - Edward Gierek
- Litevská SSR – Antanas Sniečkus
- Sovětský svaz
  - předseda prezidia Nejvyššího sovětu Nikolaj Viktorovič Podgornyj
  - (de facto) první tajemník KSSS Leonid Iljič Brežněv
- Francie – prezident Georges Pompidou
- Španělsko – Francisco Franco
- Dánsko
  - král Frederik IX.
  - královna Markéta II.

Vatikán – papež Pavel VI.

Ostatní:
- Japonsko – Císař Šówa
- Čína – (úřadující) předseda ČLR Tung Pi-wu
- USA – prezident Richard Nixon
- OSN/UN – Kurt Waldheim

### Digitální archivy k roku 1972
- Dokumentární cyklus České televize Retro – rok 1972
- Pořad stanice Český rozhlas 6 Rok po roce – rok 1972
- Rudé právo v archivu Ústavu pro českou literaturu – ročník 52 rok 1972